# Los Guayos
Los Guayos es una localidad venezolana capital del Municipio Los Guayos del Estado Carabobo en la Región Central de Venezuela, al noroeste del Lago de Valencia. Tiene una población estimada para el año 2023 de 167 345 habitantes.

## Etimología
Los Guayos debe su nombre a una alteración fonética del vocablo indígena "uayos", que significa goma o resina extraída de la corteza del "huayales". {{Cita requerida}}

## Geografía

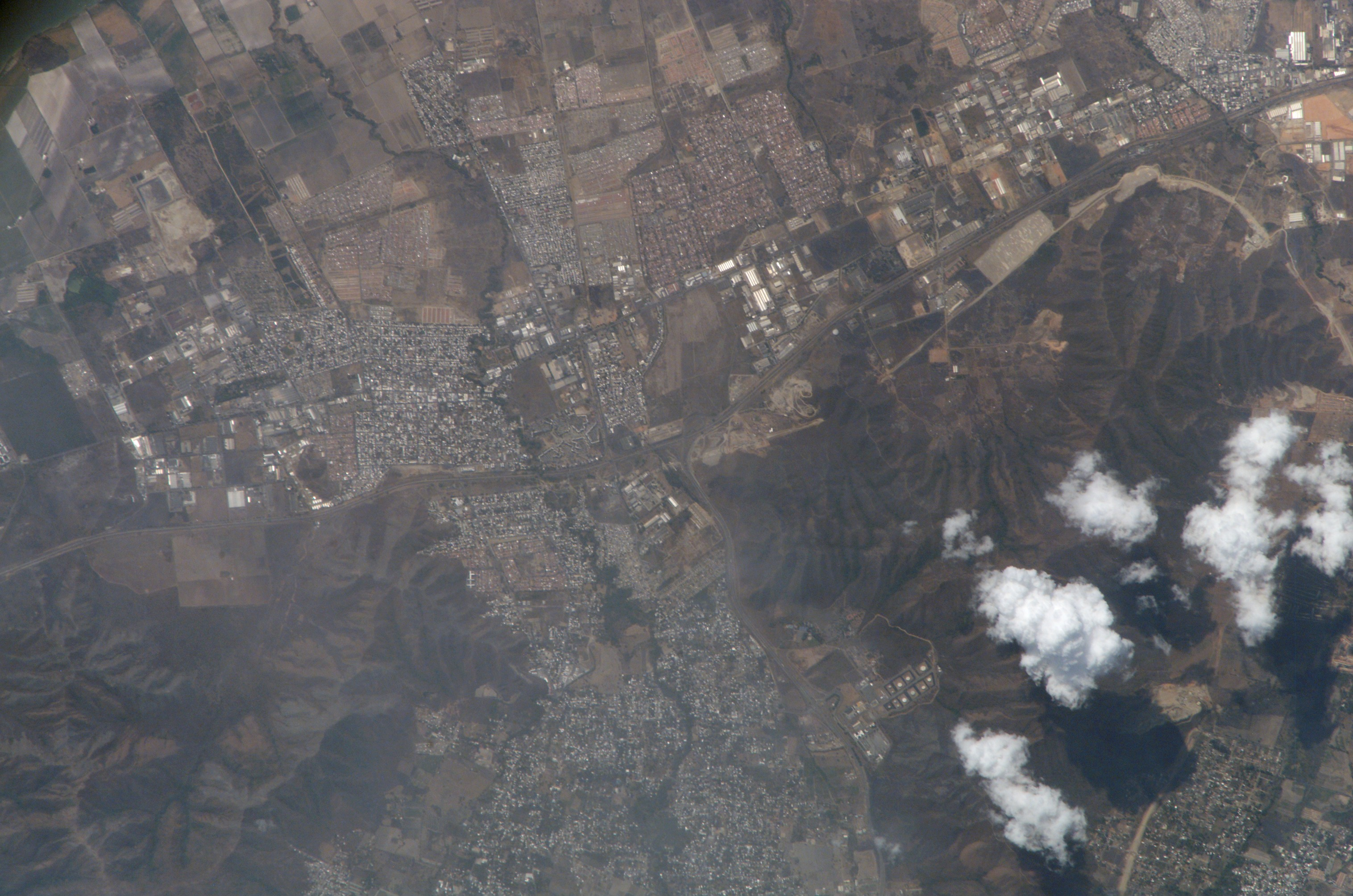
Vista desde la ISS de parte de Los Guayos (2008).

El pueblo de Los Guayos se halla en la parte norte del municipio homónimo. Actualmente está conectado con otras poblaciones que se han expandido con especial celeridad en las últimas décadas. Al norte-noreste de la localidad pasa la Autopista Regional del Centro. El río de Los Guayos fluye del noreste y este hacia el sureste.

## Clima
El clima es cálido siendo Tropical de Sabana (Aw) según la clasificación climática de Köppen con temperaturas máximas entre 28 °C y hasta los 34 °C en algunos casos pero durante la temporada invernal en el hemisferio norte las temperaturas bajan apenas un poco hasta alcanzar un máximo promedio de 28 °C.

## Historia
Los historiadores y antropólogos no han llegado a una conclusión sobre el idioma y la clasificación de las etnias que vivían alrededor del Lago de Valencia y, por extensión, en la zona de Los Guayos. Por algunas narrativas como las de Oviedo y Baños y las de Pimentel se puede suponer que en general las etnias de la zona eran de la familia lingüística Caribe.
El primer encomendero conocido de los indios Guayo fue el capitán Gaspar Matute Villalobos, vecino de la Nueva Valencia del Rey. Al morir este y quedar vacante su encomienda se le otorga en 1642 a Domingo Vásques de Rojas y Alfaro, como hijo homónimo del maestre de campo Domingo Vásquez, mencionándose entonces a los indios Guayos como de nación Jiraharas, en cantidad de "sesenta indios útiles" (no cuentan ni ancianos ni infantes) y poblados en el pueblo de San Antonio de los Guayos ya para esa fecha.
El 20 de febrero de 1694 don Francisco Berroterán, gobernador de la Provincia de Venezuela, llama a Los Guayos "pueblo de indios". El territorio era parte de la tribu indígena de los Guayos.
El 6 de junio de 1710 "Los Guayos" se convierte en ayuda de parroquia o parroquia sufragánea de Guacara.
En 1751 los vecinos de Los Guayos se suman a otras poblaciones venezolanas en el levantamiento de Francisco de León contra la imposición de la Compañía Guipuzcoana.
En 1785 el gobernador Manuel Torres de Navarra declara a los Guayos como parroquia.
En mayo de 1812 Francisco de Miranda deja un ejército en el pueblo de Los Guayos para repeler a las fuerzas realistas mientras él continúa la guerra en otras partes de la región. Este grupo es desbaratado el 8 de mayo cuando uno de sus comandantes, un español, se pasa al bando de las fuerzas monárquicas.
En 1837 concluye la reconstrucción de la iglesia.

## Medios de comunicación

### Radio
- La Voz de los Tacariguas (99.7 FM)
- Radio Vanguardia Popular (96.7 FM) (Fuera del aire)
- Radio Renacer (102.1 FM) (Fuera del aire)
- Radio Turpial Music (www.radioturpialmusic.com.ve)

### TV
- Los Guayos TV (Televisora Comunitaria) (Oficialista)
- Turpial TV

## Sitios de interés
Templo colonial de San Antonio de Padua: La iglesia es una de las más antiguas de Venezuela. Su primera construcción data de 1650, cuando servía de iglesia para el pueblo de indios de la zona. El campanario actual, con dos cuerpos anexos, data de 1779.

## Código postal

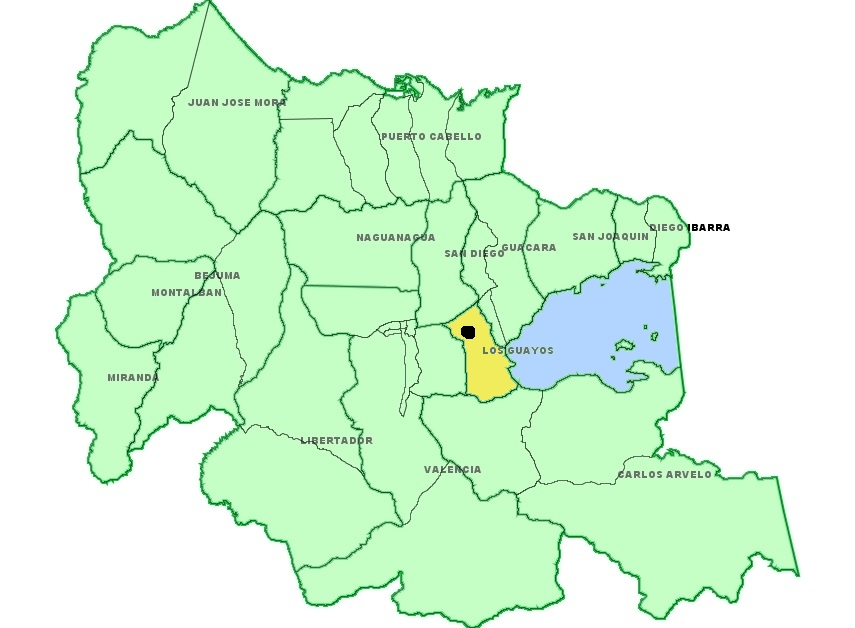
Los Guayos en Carabobo

- Los Guayos: 2011[5]